# Polyommatus afghana
Polyommatus afghana är en fjärilsart som beskrevs av Francis Gard Howarth och Povolny 1976. Polyommatus afghana ingår i släktet Polyommatus och familjen juvelvingar. Inga underarter finns listade i Catalogue of Life.